# USS Iwo Jima (CV-46)

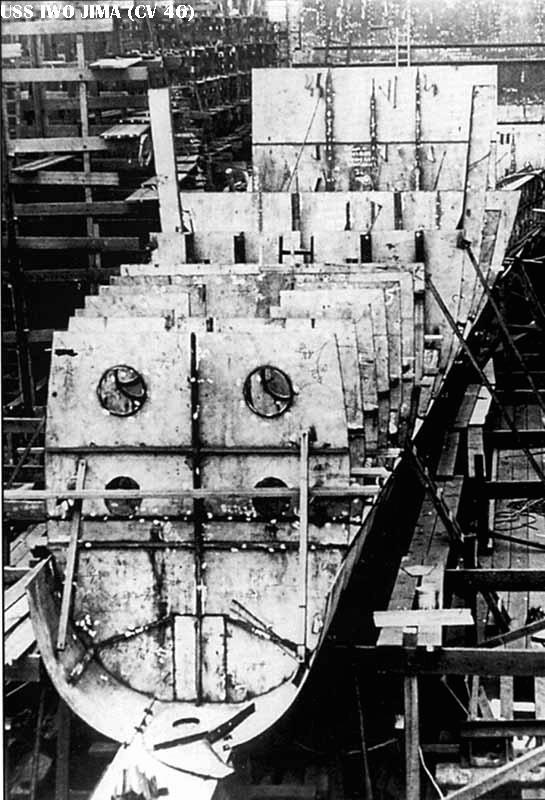
El CV-46 en construcción

El USS Iwo Jima (CV-46) fue un portaaviones de la clase Essex cuya construcción fue cancelada.

## Construcción y nombre
Fue ordenado en 1943. Se puso la quilla en enero de 1945 en el Newport News Shipbuilding and Dry Dock Company de Newport News (Virginia). El 12 de agosto de 1945 se canceló la construcción y el casco fue desguazado.
Su nombre hacía honor a la batalla de Iwo Jima. Este nombre fue recuperado con los buques de asalto anfibio LPH-2 y LHD-7.